# 1139 Atami
1139 Atami là một tiểu hành tinh bay qua Sao Hỏa. Nó hoàn thành một chu kỳ quay quanh Mặt Trời là 3 năm. Chu kỳ tự quanh là 27 giờ. Nó được phát hiện bởi Okuro Oikawa và Kazuo Kubokawa ngày 1 tháng 12 năm 1929. Nó được đặt theo tên a harbor gần Tokyo, Nhật Bản. Tên ban đầu của nó là 1929 XE.

## Binary system
Photometric và Arecibo echo spectra observations in 2005 confirmed a 5 km (3 mi) satellite orbiting ở least 15 km (9 mi) from the primary. Due to the similar size of the primary và secondary Minor Planet Center lists this as a binary companion.